# Bohajsko gospodarsko območje
Bohajsko gospodarsko območje (kit. Bo Hai, ang. Bohai (Bay) Economic Rim oz. BER) gospodarsko razvito zaledje  Pekinga in Tjandžina. Vključuje tudi dele Hebeja, Ljaoninga in Šandunga ob Bohajskem morju. Območje doživlja hiter gospodarski razvoj in se opazno posodablja. Postaja konkurent območju ob izlivu Biserne reke na jugu in območju ob izlivu Dolge reke na vzhodu.